# Swing Down Sweet Chariot
〈Swing Down Sweet Chariot〉는 민요이다. 〈Swing Low, Sweet Chariot〉의 익살맞은 변주곡.
1940년대 골든 게이트 콰르텟이 박득시킨 이후 엘비스 프레슬리가 1960년 음반 《His Hand in Mine》에 녹음 및 취입하고 1969년 영화 《더 트러블 위드 걸스》 참여 시 재녹음했다. 1969년 버전의 백 보컬은 전원 남성이었지만, 2010년 박스 세트 《The Complete Elvis Presley Masters》 수록 버전은 전원 여성이다.
팔라멘트의 펑크 노래 〈Mothership Connection (Star Child)〉에 인용된다. 〈Mothership Connection〉의 해당 구간은 닥터 드레의 그래미상 수상 랩 노래 〈Let Me Ride〉에 샘플링된다.